# Martin Hlaváček
Martin Hlaváček (ur. 14 stycznia 1980 w Pradze) – czeski ekonomista, dyplomata i polityk, były wiceminister rolnictwa, poseł do Parlamentu Europejskiego IX i X kadencji.

## Życiorys
Ukończył studia z zakresu ekonomiki rolnictwa, w 2003 został absolwentem Czeskiego Uniwersytetu Rolniczego w Pradze. W 2002 kształcił się także na Universidad de Sevilla. Został zatrudniony w ramach ministerstwa spraw zagranicznych. Pracował w ambasadzie Czech w Atenach, w 2005 przeszedł do stałego przedstawicielstwa przy Unii Europejskiej w Brukseli, gdzie kierował sekcją do spraw rolnictwa i środowiska. W grudniu 2011 powołany na stanowisko wiceministra rolnictwa (od stycznia 2012). Z resortu tego odszedł w październiku 2012. W 2013 dołączył do rady dyrektorów czeskiego oddziału Philip Morris.
Związał się później z liberalnym ugrupowaniem ANO 2011, stając się kandydatem tej partii w wyborach europejskich w 2019. W wyniku głosowania z maja tegoż roku uzyskał mandat eurodeputowanego IX kadencji. W 2024 z powodzeniem ubiegał się o reelekcję. Złożył wkrótce mandat poselski ze skutkiem na koniec lipca tego samego roku.